# Armand-Jules de Rohan-Guémené
Pour les autres membres de la famille, voir Maison de Rohan.
Armand-Jules de Rohan-Guémené (Paris,  10 février 1695 - Saverne, 28 août 1762), est un ecclésiastique français, archevêque de Reims et qui sacra Louis XV.

## Biographie
Prince de Guémené, pair de France, il est le quinzième enfant de Charles III de Rohan, prince de Guémené, duc de Montbazon et de sa seconde épouse, Charlotte-Élisabeth de Cochefilet (1657-1719), fille de Charles de Cochefilet, comte de Vauvineux et de Françoise-Angélique d’Aubry.
Admis très tôt au Chapitre de la cathédrale de Strasbourg, il est pourvu des abbayes du Gard, dans le diocèse d'Amiens (1715), puis de Gorze dans celui de Metz (1730). Archevêque de Reims le 2 juin 1722, confirmé le 6 juillet 1722 et sacré le 23 août 1722, c’est à lui que revint l’honneur d’apposer l’onction sur le front de Louis XV lors du sacre du jeune monarque, à Reims le 25 octobre de la même année.
Au sein de son diocèse, il déploya une grande activité pour faire accepter la bulle Unigenitus mais, ayant pris séance au Parlement de Paris comme premier pair ecclésiastique, il s'en remit peu à peu à ses vicaires généraux pour assurer le gouvernement du diocèse. Il publia néanmoins un Breviarium remense en 1759, et mourut trois ans plus tard à Saverne.

## Iconographie
C'est en 1733 que l'archevêque de Reims commande son portrait à Hyacinthe Rigaud, contre l'importante somme de 3000 livres, justifiée il est vrai par la semi-originalité de la pose : « Mr l’archevêque de Reims, Armand-Jules de Rohan-Guimene. Entièrement original ».
L’archevêque est représenté vêtu d’un ample vêtement reflétant son état : robe d’archevêque, rabats de dentelles, surtout d’hermine, collerettes et croix. Il est assis dans un fauteuil doré et sculpté que l’on rencontre souvent chez l'artiste. Il tient dans sa main gauche la barrette caractéristique et de l’autre le plat d’un livre, debout, posé sur ses genoux. Le fond du tableau présente une colonne habillée d’un lourd drapé animé cachant à peine une bibliothèque en arrière-plan. On ne connaît pas la localisation actuelle du tableau original mais une belle estampe en a été tirée, en 1739 par Gilles-Edme Petit.

## Armoiries
| Blason | Blasonnement : Écartelé : en 1 et 4 : de gueules aux chaînes d'or posées en orle, en croix et en sautoir, chargées en cœur d'une émeraude au naturel (qui est de Navarre) ; en 2 et 3 : d'azur à trois fleurs de lys d'or (qui est de France); sur le tout, parti : en 1 : de gueules à neuf macles d'or, posées 3, 3, 3 (qui est de Rohan) ; et en 2 : d'hermine (qui est de Bretagne). |